# Agromyza lunulata
Agromyza lunulata är en tvåvingeart som beskrevs av Mitsuhiro Sasakawa 1956. Agromyza lunulata ingår i släktet Agromyza och familjen minerarflugor. Inga underarter finns listade i Catalogue of Life.